# Zimt und Koriander
Zimt und Koriander (Originaltitel griechisch ΠΟΛΙΤΙΚΗ κουζίνα POLITIKI kouzína) ist ein griechisch-türkischer Film aus dem Jahr 2003 von Regisseur Tassos Boulmetis, der auch das Drehbuch schrieb.

## Handlung
Fanis Iakovidis ist ein griechischer Dozent für Astrophysik, der in Athen lebt und  seit Kindesbeinen ein ausgezeichneter Koch, sehr zum Missfallen der Familie. Als sein noch in Istanbul (Konstantinopel) lebender Großvater Vassilis erkrankt, erinnert sich Fanis an seine Kindheit, die Vertreibung aus der Türkei, an das Kochen und seine Freundin Saïme, die er zum Filmende als erwachsene, mit einem Militärarzt in Ankara verheiratete Frau nebst Tochter in Istanbul wiedertrifft, wo er als Gastprofessor eine Zeitlang lehren will.
In Rückblenden wird erzählt, wie die griechischstämmige Familie 1959 in Konstantinopel wohnt, 1964 nach Griechenland ausgewiesen und in Griechenland alles andere als freundlich aufgenommen wird. In Konstantinopel galten sie als Griechen, in Athen gelten sie nun als Türken.
Der Film zeigt entlang eines Familiendramas mit vielen tragischen, aber auch komischen Momenten die Problematik des griechisch-türkischen Konfliktes wie der Zypernfrage.

## Hintergrund
- Sowohl im deutschen als auch im englischen und türkischen Titel geht das Wortspiel des originalen Filmtitels verloren. Der griechische Titel bedeutet in der Schreibweise πολίτικη κουζίνα etwa Küche Konstantinopels (Konstantinopel wird auf Griechisch meist als „η Πόλη“ = „die Stadt“ bezeichnet), in der Schreibweise „πολιτική κουζίνα“ hingegen „politische Kocherei“; phonetisch unterscheiden sich die beiden Varianten nur durch die Betonung.
- Der türkischsprachige Titel Bir Tutam Baharat bedeutet wie der englischsprachige Titel Ein Hauch von Gewürz (A Touch of Spice)
- Kinostart in Griechenland war am 24. Oktober 2003. In Deutschland lief der Film ab 28. April 2005 in den Kinos.
- In Österreich  fand die Premiere am 1. Juni 2005 statt, der Film lief in Originalfassung mit Untertiteln.
- Die Geschichte ist in drei Kapitel gegliedert, die Die Vorspeisen (οι μεζέδες), Das Hauptgericht (το κύριο πιάτο) und Die Nachspeisen (τα γλυκά) heißen.

## Kritiken
„Der Film leistet Erinnerungsarbeit, ohne revanchistischen Gefühlen Vorschub zu leisten. Gekennzeichnet von feiner Melancholie und humoristischer Leichtigkeit, erzählt er unaufdringlich von Vertreibung und Exil und macht den Schmerz der Heimatlosigkeit spürbar.“

## Auszeichnungen
Beim Thessaloniki Film Festival 2003 gewann der Film zehn Auszeichnungen.
- den Greek Competition Award für
  - Best Cinematography – Takis Zervoulakos
  - Best Director – Tassos Boulmetis
  - Best Editing – Yorgos Mavropsaridis
  - Best Fiction Film – Tassos Boulmetis
  - Best Music – Evanthia Reboutsika
  - Best Screenplay – Tassos Boulmetis
  - Best Set Design – Olga Leontiadou
  - Best Sound – Dimitris Athanassopoulos
- den Audience Award
- den Greek Union of Film and Television Technicians Award

Der Film wurde als griechischer Wettbewerbsbeitrag für den Oscar 2005 in der Kategorie Bester fremdsprachiger Film geschickt, wurde jedoch nicht nominiert.
Der Film erhielt beim 4. Nürnberger türkisch-deutschen Filmfestival im Jahr 2005 den „Öngören-Preis“ der Menschenrechte.
Internationales Filmfestival Karlovy Vary 2004: „Variety Critics Choice Award“ als einer der
zehn besten europäischen Filme des Jahres.